# East Cambridgeshire
L'East Cambridgeshire è un distretto del Cambridgeshire, Inghilterra, Regno Unito, con sede a Ely.
Il distretto fu creato con il Local Government Act 1972, il 1º aprile 1974 dalla fusione del distretto urbano di Ely col distretto rurale di Ely e col distretto rurale di Newmarket.

## Parrocchie civili
- Ashley
- Bottisham
- Brinkley
- Burrough Green
- Burwell
- Cheveley
- Chippenham
- Coveney
- Downham
- Dullingham
- Ely
- Fordham
- Haddenham
- Isleham
- Kennett
- Kirtling
- Littleport
- Lode
- Mepal
- Reach
- Snailwell
- Soham
- Stetchworth
- Stretham
- Sutton
- Swaffham Bulbeck
- Swaffham Prior
- Thetford
- Wentworth
- Westley Waterless
- Wicken
- Wilburton
- Witcham
- Witchford
- Woodditton